# Markus Wörner
Markus Wörner (* 1. Februar 1965) ist ein ehemaliger deutscher Fußballspieler.

## Sportlicher Werdegang
Wörner kam aus der Jugend des TSV Wäldenbronn-Esslingen 1984 zum SC Pfullendorf in die Oberliga Baden-Württemberg, kehrte aber nach nur einem Spieleinsatz in der dritthöchsten Spielklasse nach einer Spielzeit zu seinem Jugendverein zurück. 1986 zog er zum TSV Pliezhausen in die Verbandsliga Württemberg weiter, mit dem er jedoch in die Landesliga Württemberg abstieg. Er kehrte jedoch in die Oberliga zurück und schloss sich der SpVgg 07 Ludwigsburg an. Auch hier stieg er 1988 ab, mit dem Klub gelang jedoch der direkte Wiederaufstieg.
Anfang 1990 wechselte Wörner in der Winterpause zum Erstligisten SV Waldhof Mannheim in die Bundesliga. Bei den Mannheimern kam er zu seinem Debüt im deutschen Profifußball. In der Endphase der Saison 1989/90 plagten das abstiegsbedrohte Team von Trainer Günter Sebert Verletzungssorgen, so dass Sebert auf den jungen Wörner zurückgriff. Am 33. Spieltag wurde er in der Schlussphase des Spieles gegen Fortuna Düsseldorf für Volker Rudel eingewechselt. Zwei Minuten nach der Einwechslung erzielte die Fortuna den Siegtreffer zum 1:0. Damit war Waldhofs Abstieg aus der Bundesliga besiegelt. Am letzten Spieltag der Saison kam Wörner noch einmal zum Einsatz. Nach dem Abstieg wechselte er für ein Jahr zum SV Sandhausen. Anschließend spielte er noch für die TSG Weinheim und die TSG Pfeddersheim.